# المسرح الوطني التونسي

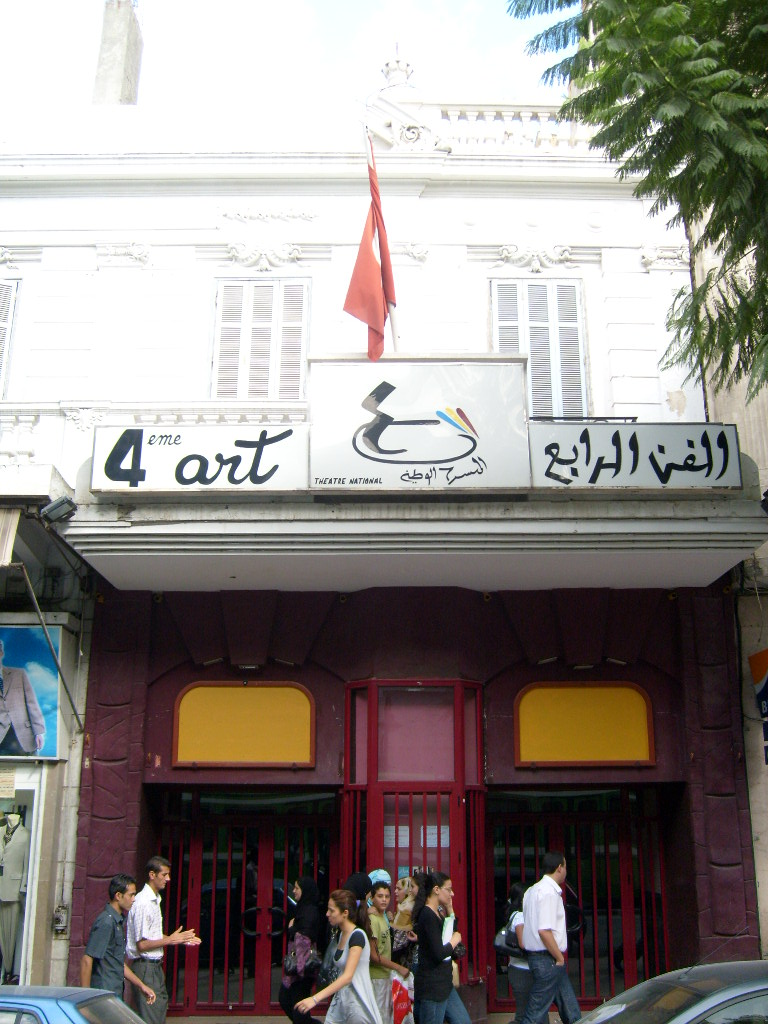
قاعة الفن الرابع في شارع باريس

المسرح الوطني التونسي هي مؤسسة عامة ذات طابع ثقافي تونسي ومستقلة ماليا، تم إنشاء المسرح من القانون رقم 113 المؤرخ 30 كانون الأول 1983 من الفصل 73-74 لقانون المالية لعام 1983 ويتبع نفس قواعد المؤسسات العامة الغير إدارية. ويرأسها معز المرابط منذ فيفري 2023..

## المقر الرئيسي
قررت وزارة الثقافة عام 1988 أن يكون مقر المسرح الوطني في قصر خزندار، في حي الحلفاويين بتونس، بالقرب من باب سويقة. تم تغيير اسمه بعد ذلك ليصبح قصر المسرح « Palais du Théâtre ».
و بني القصر من قبل مصطفى خزندار الوزير الاكبر آنذاك.وتحول المبنى الى مدرسة ابتدائية بين 1903-1986.

## التجديدات
مع محمد إدريس، الذي عين رئيسا للمسرح في عام 1988،بدأ سياسة لا رجعة فيها لتجديد وترميم المساحات الثقافية في المسرح الوطني. من بين مجالات ترميم ما يلي:
- استوديو حبيبة مسيكة للتمارين البدنية والرقص.
- استوديو علي بن عياد للتدريب.
- ورشة الأزياء.
- متجر النجارة.

وعلاوة على ذلك، تم تجديد السينما السابق Le Paris، وتغيير اسمها إلى "قاعة الفن الرابع". وقد تم تجهيزها بالبنية التحتية والتقنية الحديثة.
و من بين التحسينات التي أدخلت عليها هي:
- تقليص الجزء الأمامي من القاعة.
- تطوير القاعات.
- تكييف الهواء في القاعات.
- إضافة كراسي متطورة وتجديدها.
- تنمية الاستوديو راشد المناعي.

وتشهد فترة ادارة معز المرابط اشغال هامة لصيانة واعادة تهيئة قصر المسرح بالحلفاوين وأشغال اعادة تهيئة بالطابق العلوي لقاعة الفن الرابع للتجديد والصيانة والتوسيع واحداث المكتبة المختصة في المسرح وفنون العرض ورواق للفنون واستوديو سمعي بصري.

## مقالات ذات صلة
- المسرح البلدي بتونس.

## وصلات خارجية
- www.theatrenational-tn.com الموقع الرسمي للمسرح.